# Landesregierung Zernatto I
Die Landesregierung Zernatto I bildete die Kärntner Landesregierung in der 26. Gesetzgebungsperiode unter Landeshauptmann Christof Zernatto nach der Landtagswahl 1989 und der Abwahl Jörg Haiders als Landeshauptmann 1991. Die Regierung folgte der Landesregierung Haider I nach und amtierte von der Angelobung des neuen Landeshauptmanns Zernatto am 25. Juni 1991 bis zur Angelobung der Nachfolgeregierung Zernatto II.
Nach der Aussage von Landeshauptmann Jörg Haider (FPÖ) über die „ordentliche Beschäftigungspolitik“ während der NS-Zeit zerbrach das Arbeitsübereinkommen zwischen ÖVP und FPÖ und Haider wurde am 21. Juni 1991 durch Beschluss des Landtags abgewählt. Am 25. Juni 1991 folgte die Wahl Christof Zernattos durch die Stimmen der Abgeordneten von SPÖ und ÖVP, womit die kleinste Landtagspartei den Landeshauptmann stellte. Zudem kam es am 25. Juni zu weiteren Änderungen in der Regierungsmannschaft. Jörg Haider wurde nach seiner Abwahl zum 2. Landeshauptmann-Stellvertreter gewählt und Landesrat Johann Ramsbacher (ÖVP) schied aus der Regierung aus, da die FPÖ bisher der ÖVP einen zusätzlichen Landesrat überlassen hatte. Den freigewordenen Posten übernahm Jörg Freunschlag (FPÖ).
Auch während der Amtszeit der Regierung kam es zu Veränderungen. Zunächst legte Jörg Haider am 24. März 1992 sein Amt als Landeshauptmann-Stellvertreter zurück. Ihm folgte am selben Tag Mathias Reichhold nach. Max Rauscher (SPÖ) trat am 7. Mai 1993 von seinem Amt als Landesrat zurück, woraufhin er von Adam Unterrieder abgelöst wurde.

## Regierungsmitglieder
| Amt                                                     | Name              | Partei | Referate |
| ------------------------------------------------------- | ----------------- | ------ | -------- |
| Landeshauptmann                                         | Christof Zernatto | ÖVP    |          |
| 1. Landeshauptmann-Stellvertreter                       | Peter Ambrozy     | SPÖ    |          |
| 2. Landeshauptmann-Stellvertreter ab 24. März 1992      | Mathias Reichhold | FPÖ    |          |
| Landesrat                                               | Karin Achatz      | SPÖ    |          |
| Landesrat ab 7. Mai 1993                                | Adam Unterrieder  | SPÖ    |          |
| Landesrat                                               | Herbert Schiller  | SPÖ    |          |
| Landesrat                                               | Jörg Freunschlag  | FPÖ    |          |
| Vorzeitig ausgeschiedene Mitglieder der Landesregierung |                   |        |          |
| 2. Landeshauptmann-Stellvertreter bis 24. März 1992     | Jörg Haider       | FPÖ    |          |
| Landesrat bis 7. Mai 1993                               | Max Rauscher      | SPÖ    |          |